# Фаба (Тарн и Гарона)
Фаба (фр. Fabas) насеље је и општина у јужној Француској у региону Миди Пирене, у департману Тарн и Гарона која припада префектури Монтобан.
По подацима из 2011. године у општини је живело 562 становника, а густина насељености је износила 89,21 становника/km². Општина се простире на површини од 6,3 km². Налази се на средњој надморској висини од 146 метара (максималној 154 m, а минималној 120 m).

## Демографија
| 1962. | 1968. | 1975. | 1982. | 1990. | 1999. | 2011. |
| ----- | ----- | ----- | ----- | ----- | ----- | ----- |
| 220   | 230   | 210   | 218   | 314   | 322   | 562   |

График промене броја становника у току последњих година